# Locknesjön
Locknesjön är en sjö i Lockne distrikt (Lockne socken) i Östersunds kommun i Jämtlands län (Jämtland) och ingår i Ljungans huvudavrinningsområde. Sjön har uppkommit genom ett meteoritnedslag. Sjön är 57,4 meter djup, har en yta på 26,6 kvadratkilometer och befinner sig 327,9 meter över havet. Locknesjön ligger i Gimån, Uppströms Holmsjön Natura 2000-område. Sjön avvattnas av vattendraget Forsaån som rinner ut i Bodsjön.
Locknesjön uppstod som Locknekratern för 458 miljoner år sedan till följd av en kollision mellan jorden och en 600 meter stor del av en asteroid. En annan del av samma asteroid störtade ca 16 km söder därom och gav upphov till Målingenkratern, en krater som gett formationen Målingen i sjön Näkten vid Hackås.

## Delavrinningsområde
Locknesjön ingår i delavrinningsområde (698089-145552) som SMHI kallar för Utloppet av Locknesjön. Medelhöjden är 352 meter över havet och ytan är 91,5 kvadratkilometer. Räknas de 6 avrinningsområdena uppströms in blir den ackumulerade arean 133,95 kvadratkilometer. Forsaån som avvattnar avrinningsområdet har biflödesordning 3, vilket innebär att vattnet flödar genom totalt 3 vattendrag innan det når havet efter 226 kilometer. Avrinningsområdet består mestadels av skog (44 procent) och jordbruk (12 procent). Avrinningsområdet har 26,53 kvadratkilometer vattenytor vilket ger det en sjöprocent på 29 procent. Bebyggelsen i området täcker en yta av 0,53 kvadratkilometer eller 1 procent av avrinningsområdet.